# 門川站
門川站（日语：／ Kadogawa eki */?）是位於宮崎縣東臼杵郡門川町，屬於九州旅客鐵道（JR九州）的日豐本線車站。事務管號碼為▲920558。本站是門川町的中心車站，也是町內唯一的車站，部分特急列車「日輪」及「日向」會在此停靠。

## 車站構造

### 站房
本站屬第三代站房，由與門川町商工會的社區中心「APIO」結合而成的複合式站房，並由商工會管理日常站務及車票事宜，屬於簡易委託車站。用作車站用途的部份設於地下的中央部份的後端。左側為售票窗口；右側擺放了宣傳單架及兩張候車長櫈，中央為開放式驗票口，服務時間內會有委託職員負責查驗車票的工作。至於前端則為門川町觀光協會服務站「Gallery Theatre」（ギャラリーシアター），右側為門川町商工會的正門，旁邊放置了自動售賣機。

### 月台
設有側式月台及島式月台各1個，共提供2面3線的配置，長度約為120米，有效長度為6輛，但3號月台向延岡方向的末端被圍欄所封，所以只有4輛。其中貼近大樓的側式月台（1號月台）為主月台，所有級的上行列車均在此停靠；下行列車則視乎情況，所有停靠的特急列車都會使用1號月台，通過的特急如果需要交匯，則會改使用2號月台，而普通列車如不須交匯也是使用1號月台，需要的話則視乎情況使用2或3號月台。其中，觀光列車「九州七星號」如果日間造訪，則會停靠3號月台。
1號月台向延岡方向的末端仍保留過往供貨物車卡停靠的頭端式側線1條。
月台之間以行人天橋連結，但沒有升降機、無障礙斜道或車站內跨線平交道前往島式月台。所有月台皆為全露天配置，亦只有在島式月台上設置了一座以水泥磚及鐵皮搭成的候車亭，每側各附有兩張四獨立候車座椅。
| 月台 | 路線      | 上下行 | 方向                                                 | 備註                                        |
| ---- | --------- | ------ | ---------------------------------------------------- | ------------------------------------------- |
| 1    | ■日豐本線 | 上行   | 延岡、大分、小倉、博多方向                           | 全部列車停靠                                |
| 1    | ■日豐本線 | 下行   | 宮崎、南宮崎、宮崎機場、田野、西都城、鹿兒島中央方向 | 全部特急，部份普通列車                      |
| 2    | ■日豐本線 | 下行   | 南宮崎、宮崎機場、田野、西都城、鹿兒島中央方向       | 下行交會時進入                              |
| 3    | ■日豐本線 | 下行   | 南宮崎、宮崎機場、田野、西都城、鹿兒島中央方向       | 部份普通列車使用 日間「九州七星號」避靠月台 |

### 第二代站房
以木及磚所建成的單層站房一座，是為着首代站房因第二次世界大戰期間被燒毀而重建，是一座面積十分大的站房。站房中間為大堂及驗票口，左側為站務室，右側為候車大堂。

## 歷史
- 1922年2月11日：鐵道省宮崎本線富高～南延岡間開通，本站開業，為中途站[4][1]。
- 1945年8月12日：門川空襲中原來的站房被燒毀。
- 1984年11月1日：無人車站化、簡易委託化。
- 1987年4月1日：國鐵分割民營化，車站由九州旅客鐵道（JR九州）營運。
- 1994年4月：現時的大樓落成[1]。
- 1996年6月1日：隨宮崎綜合鐵道事業部（日语：宮崎総合鉄道事業部）成立，車站從大分分社（日语：九州旅客鉄道大分支社）改為鹿兒島分社（日语：九州旅客鉄道鹿児島支社）管理。
- 2022年4月1日：隨宮崎綜合鐵道事業部改組，並且昇格為宮崎支社（日语：九州旅客鉄道宮崎支社），車站管理權由宮崎支社承繼[5]。

## 使用狀況
在2020年度，1日平均乘車人次為344人。
以下為近年1日平均乘車人次：
| 1996年 | 377 |      |     |
| 1997年 | 358 |      |     |
| 1998年 | 392 |      |     |
| 1999年 | 414 |      |     |
| 2000年 | 396 |      |     |
| 2001年 | 375 |      |     |
| 2002年 | 348 |      |     |
| 2003年 | 371 |      |     |
| 2004年 | 343 |      |     |
| 2005年 | 402 |      |     |
| 2006年 | 429 |      |     |
| 2007年 | 444 |      |     |
| 2008年 | 455 |      |     |
| 2009年 | 322 |      |     |
| 2010年 | 444 |      |     |
| 2011年 | 453 |      |     |
| 2012年 | 480 |      |     |
| 2013年 | 459 |      |     |
| 2014年 | 418 |      |     |
| 2015年 | 403 |      |     |
| 2016年 | 424 |      |     |
| 2017年 | 420 |      |     |
| 2018年 | 432 |      |     |
| 2019年 | 395 |      |     |
| 2020年 | 344 |      |     |
| 2021   | 368 |      |     |
| 2022   | 392 | 2023 | 429 |

## 車站周邊
- 門川町公所
- 門川郵局
- 門川町立門川小學（日语：門川町立門川小学校）
- 門川町立門川中學（日语：門川町立門川中学校）
- 宮崎縣立門川高等學校（日语：宮崎県立門川高等学校）

## 巴士
- 宮崎交通（日语：宮崎交通）「門川站前」巴士站 - 位於站前宮崎縣道229號門川停車場線（日语：宮崎県道229号門川停車場線）
  - AEON Town日向（日语：イオンタウン日向） - 北町 - 門川本町 - 門川站前 - 宇納間 - 小原

## 相鄰車站
九州旅客鐵道
■日豐本線
- 部分特急「日輪」「日輪喜凱亞」「日向」停車站。

土土呂－門川－日向市

## 外部連結
- JR九州門川站 （页面存档备份，存于）